# 临泾镇
临泾镇，是中华人民共和国甘肃省庆阳市镇原县下辖的一个乡镇级行政单位。
2014年，甘肃省民政厅批复同意撤销临泾乡，设立临泾镇。

## 行政区划
临泾镇下辖以下地区：
耿塬村、什字村、蒙塬村、席沟圈村、路壕村、十里墩村、桃园村、毛头村、祁庙村、新堡村、良韩村、包庄村、祁焦村和石羊村。